# Поновиче
Поновиче (на словенски: Ponoviče) е село в Словения, регион Средна Словения, община Лития. Според Националната статистическа служба на Република Словения през 2015 г. селото има 203 жители.